# だいこう証券ビジネス
株式会社だいこう証券ビジネス（だいこうしょうけんビジネス、英: DSB Co., Ltd.）は、東京都江東区に本社を置く、野村総合研究所グループの企業。

## 概要
株式会社設立支援コンサルティングや有価証券や契約書等の重要書類の保管、配送、帳票印刷や封入・封緘等のメーリング業務などを行う企業である。
かつては証券代行事業も行っており、野村系企業の株主名簿管理人に指定されることが多かった。株主も野村系企業が主要株主である。また、2010年頃より支配株主となる筆頭株主がかつての設立母体であった大阪証券金融（大証金）より、前述の通り野村グループの中核である野村ホールディングスに交代（野村グループ主導の資本増強によるもの）、さらに2012年には野村総合研究所が株式公開買付けを実施し36%超の株式を取得して筆頭株主となるなど、より一層関係強化を図ることとなった。
なお、証券代行事業（株主名簿管理人業務およびこれに関連または付随する業務）は2011年（平成23年）1月1日 に、三菱UFJ信託銀行および三菱UFJ代行ビジネスへ継承された。

## 沿革
- 1957年（昭和32年）
  - 5月 - 大阪市東区（現・中央区）に、大阪証券取引所（現・大阪取引所）、大阪証券業協会（現・日本証券業協会大阪地区協会）、大阪証券金融のほか各証券会社の出資により、資本金2,000万円をもって、大阪代行株式会社を設立。
  - 10月 - 大阪証券代行株式会社に社名変更。名義書換代理人業務（現・株主名簿管理人業務）を開始。
- 1990年（平成2年）1月 - 大阪証券取引所2部に上場。
- 1999年（平成11年）1月 - 商号を株式会社だいこう証券ビジネスに変更。
- 1999年（平成11年）12月 - 東京証券取引所2部に上場。
- 2006年（平成18年）3月 - 東京証券取引所、大阪証券取引所各1部へ指定替え。
- 2011年（平成23年）
  - 1月1日 - 会社分割により、証券代行事業（株主名簿管理人業務およびこれに関連または付随する業務）を三菱UFJ信託銀行株式会社および三菱UFJ代行ビジネス株式会社に承継。
  - 4月1日 - 東京都中央区に本社を移転。
- 2012年（平成24年）
  - 7月 - 富士ソフトの子会社、富士ソフトケーシーエス（現・DSB情報システム）の株式を取得し、グループ会社化。
  - 10月 - 野村総合研究所が株式公開買付けを実施、筆頭株主となる。
- 2014年（平成26年）
  - 4月1日 - 野村総合研究所が野村ホールディングスより株式を取得し、親会社となる。
  - 10月1日 - 東京都中央区日本橋兜町から東京都江東区潮見のDSBグループ潮見ビルに本社を移転。英文社名をDaiko Clearing Services CorporationよりDSB Co., Ltd.に変更。子会社の日本クリアリングサービス株式会社を吸収合併。
- 2020年（令和2年）
  - 6月16日 - 野村総合研究所が再度実施した株式公開買付けが成立[1]。
  - 7月29日 - 東京証券取引所1部上場廃止。
  - 7月31日 - 株式売渡請求により、野村総合研究所の完全子会社となる[2]。